# Rana zhengi
Rana zhengi är en groddjursart som beskrevs av Zhao 1999. Rana zhengi ingår i släktet Rana och familjen egentliga grodor. IUCN kategoriserar arten globalt som otillräckligt studerad. Inga underarter finns listade i Catalogue of Life.